# Ellen Riley Wright
Pour les articles homonymes, voir Wright.
Ellen Riley Wright (24 décembre 1859 — 3 août 1904) est une compositrice anglaise de musique pour des chansons populaires.

## Biographie
Ellen Riley est née à Londres, fille de l'ingénieur américain George Riley . Elle commence à composer sans instruction et publie ses premières chansons en 1891. Encouragée par son succès, elle étudie l'harmonie avec Henry Gadsby (en) et l'instrumentation avec FW Davenport et élargit sa carrière de compositrice.
Elle épouse un avocat.

## Œuvres
- Lovesight (Texte : Dante Gabriel Rossetti )
- Morgens send' ich dir die Veilchen (Texte : Heinrich Heine )
- Violets (Texte : Julian Fane d'après Heinrich Heine) [2]
- She Walks in Beauty
- Queen of My Days
- Had I but Known
- Love's Entreaty
- The Dawn of Life, avec accompagnement orchestral[1]